# Minuskuła karolińska

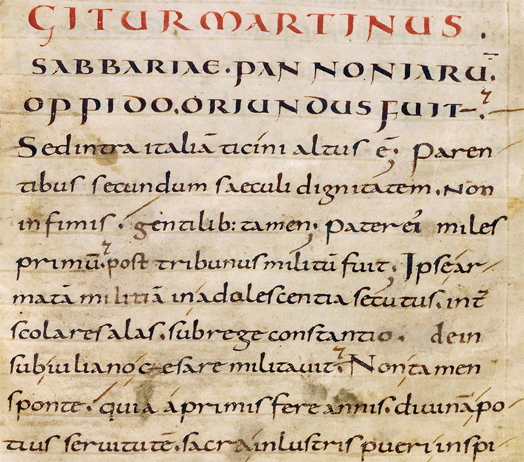
Minuskuła karolińska

Minuskuła karolińska, zwana również karoliną – rodzaj bardzo wyraźnego średniowiecznego pisma (małe litery), powstałego na bazie klasycznej półuncjały insularnej i minuskulnego kursywnego pisma merowińskiego. Wypracowane zostało pod koniec VIII i w IX wieku przez kancelarię cesarską Karola Wielkiego we współpracy ze słynną akwizgrańską szkołą pałacową.   
Na karolinie wzorowali się XV-wieczni twórcy antykwy humanistycznej, która z kolei stała się prototypem kroju łacińskiej czcionki drukarskiej, a w konsekwencji także dzisiejszych krojów pism powszechnie używanych do tekstów ciągłych (czasopisma, książki, korespondencja biurowa itp.).

## Historia
Prace nad poprawieniem pisma były jednym z elementów reformy szkolnictwa, ta zaś fragmentem zakrojonych na szeroką skalę działań na rzecz podniesienia poziomu kultury, zwanych dziś renesansem karolińskim. Żywy udział w reformie szkolnictwa brały szkoły klasztorne z najsłynniejszą szkołą w opactwie św. Marcina w Tours. Opatem tego klasztoru w latach 796–804 był znany uczony Alkuin, przybyły z Anglii w końcu VIII wieku wraz z wieloma innymi mnichami anglosaskimi i irlandzkimi.
Reforma pisma podjęta przez klasztory, zachęcane przez samego cesarza, wyrosła z potrzeby i chęci posiadania estetycznych i łatwych w czytaniu świętych tekstów. Servatus Lupus, opat Ferrières, przekonał cesarskiego kanclerza Eginharda, że również pisarze królewscy powinni używać antycznej kapitały i iroszkockiej półuncjały. W klasztorze św. Marcina powstały najpiękniejsze kodeksy epoki: Ewangeliarz Lothara, Biblia Karola Łysego, żywot Świętego Marcina dla Quedlinburga.
W ten sposób ze współpracy Tours ze szkołą pałacową, z kontaktu klasycznej półuncjały insularnej z minuskulnym kursywnym pismem merowińskim, powstała okrągła minuskuła karolińska łącząca najlepsze cechy różnych rodzajów pism. Oprócz uncjalnych d, e, f, h, m, p, długiego s, krótkiego t, są tu minuskulne a, e, o, u, obok majuskulnego N i wziętych z kursywy zgrubień długich trzonków liter wysokich.
Minuskuła karolińska była pismem uniwersalnym, doskonale wyglądała w kodeksach, nadawała się również do dokumentów, choć tu wprowadzano ją znacznie wolniej. Ostatecznie jednak do XI w. karolina przyjęła się w kancelariach większej części Europy, zyskując jednocześnie specyficzną, dość bogatą, manierystyczną ornamentykę. Z upodobaniem zdobiono zwłaszcza pionowe trzonki mocno wyciągniętych w górę liter wysokich. Szczególnie rozciągnięty był pierwszy wiersz dokumentu. Ta odmiana karoliny nosi nazwę scriptura longior.
Doskonałość pierwotnej formy minuskuły karolińskiej przejawiała się również w odporności na zmiany stylistyczne. Mijały dziesięciolecia, a litery karoliny niemal się nie zmieniały, dlatego bardzo trudno określać chronologię dokumentów pisanych tym rodzajem pisma. Za sprawą minuskuły karolińskiej używanej w kancelariach niemal wszystkich chrześcijańskich państw, możemy mówić o jednolitości graficznej Europy. Powtórnie podobną jednolitość uda się osiągnąć po następnych kilkuset latach, w czasach renesansu.
Kolejnym pismem łacińskim, po minuskule karolińskiej, było pismo romańsko-gotyckie, używane powszechnie w XII i XIII wieku. Zostało ono uformowane na bazie minuskuły karolińskiej.